# Triconia minuta
Triconia minuta is een eenoogkreeftjessoort uit de familie van de Oncaeidae. De wetenschappelijke naam van de soort is voor het eerst geldig gepubliceerd in 1893 door Giesbrecht.